# Kýčerka
Kýčerka (1050 m n. m.) je hora ve slovenské části Kysuckých Beskyd. Nachází se v rozsoše vybíhající jihovýchodním směrem z vrcholu Javorina (1172 m). Západní svahy hory spadají do údolí potoka Kašubova Kolíska, východní do údolí Janíkova potoka. Rozsocha se zde dělí na dvě větve vzájemně oddělené údolím Kryštofova potoka. První větev, která směřuje na jih, je zakončena bezejmenným vrcholem vysokým 780 m, za nímž klesá do údolí Vychylovky. Druhá větev směřující na jihovýchod kulminuje vrcholem Sajdov vrch (856 m) a též klesá do údolí Vychylovky.

## Přístup
- po neznačené lesní cestě z osady Mazúrovci nebo z vrcholu Javorina